# 유형거

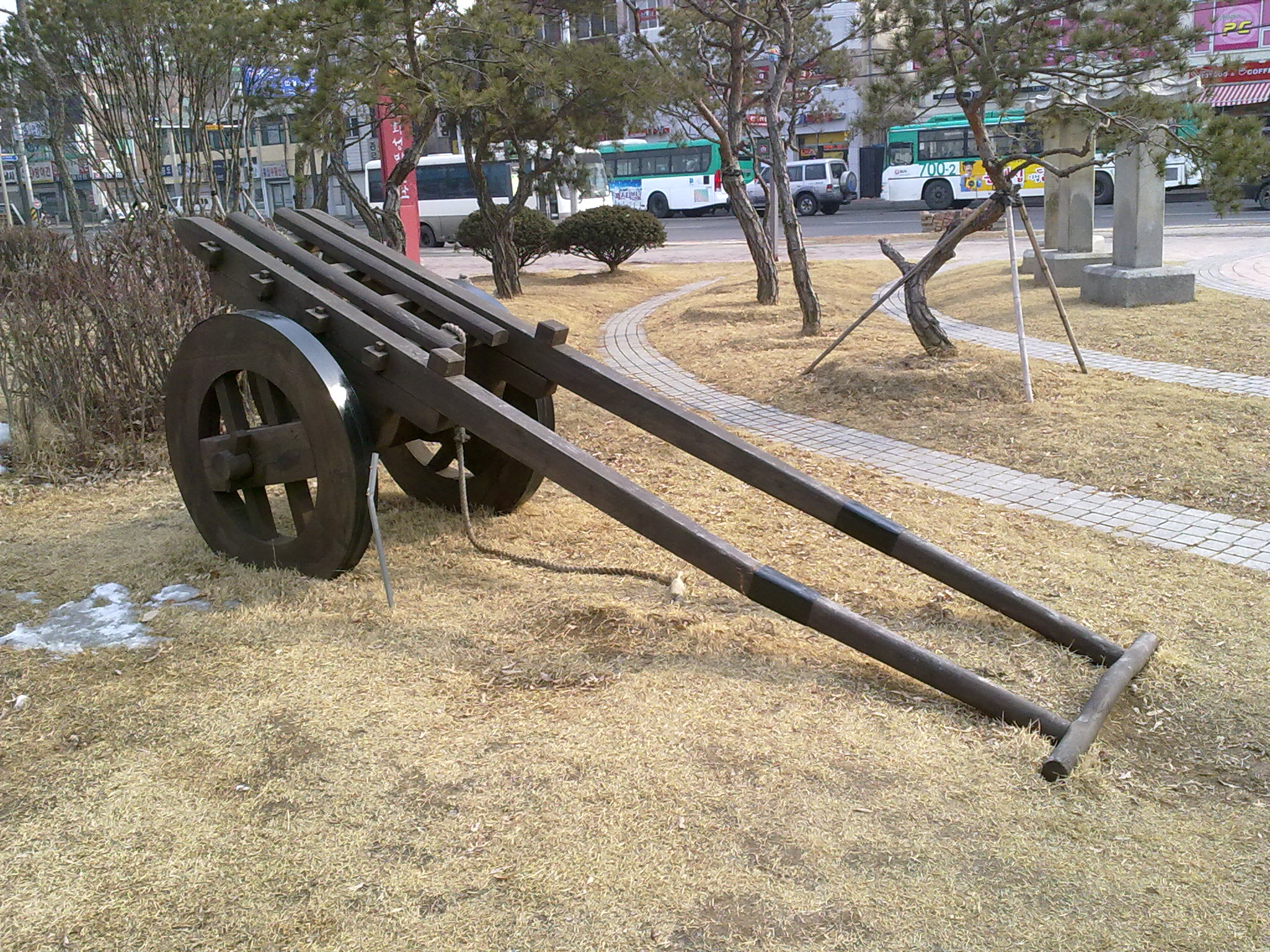
유형거

'유형거(遊衡車)는 수원 화성을 만들 때 이용한 돌, 목재 등 건설 자재를 나르는 수레였다.
일반 수레 100대로 356일 일하는 것과 유형거 70대로 157일 일하는 것이 맞먹는다고 한다.

## 같이 보기
- 거중기
- 녹로
- 동차
- 설마